# رفلکس حلقی
رفلکس حلقی (به انگلیسی: Pharyngeal reflex) یا رفلکس گگ یا اسپاسم حنجره یک واکنش غیرارادی دفاعی انقباضی در انتهای دهان است که در نتیجه تحریک یا لمس انتهای زبان، سقف دهان، اطراف لوزه‌ها یا زبان کوچک، یا در اثر محرک‌های غیرلمسی رخ می‌دهد که از ورود جسم خارجی به حلق جلوگیری می‌کند.

## قوس رفلکس
قوس رفلکس مجموعه‌ای از مراحل فیزیولوژیکی بسیار سریع و به شکل مرحله‌ای است تا سبب ایجاد یک واکنش برای حفاظت و بقای بیشتر جاندار شوند. به‌طور معمول گیرنده‌های حسی محرک عصبی را از محیط اطراف دریافت می‌کنند، در این مورد یک محرک به انتهای دهان رسیده و موجب تحریک اعصاب انتهای دهان می‌شوند، در نهایت پیامی توسط اعصاب آوران به دستگاه عصبی مرکزی ارسال می‌شود. دستگاه عصبی مرکزی پیام را دریافت کرده و پاسخ مناسب را از طریق اعصاب وابران به سلول‌های عملگر واقع در همان ناحیه ارسال می‌کند تا پاسخ مناسب صورت گیرد.